# Міжнародна вежа (Тегеран)
"Міжнародна" (перс. برج بین‌المللی تهران — бордж-е бейнолмелаллі-йе техран (Міжнародна Вежа Тегерана) — висотна будівля в районі Юсефабад в Тегерані, Іран. Ця 54-поверхова будова є найвищою житловою будівлею в Ірані і другою за висотою будовою Тегерана після телевежі Мілад.
На 220 000 м² розташовано 572 квартири площею від 42 м² до 500 м²: 43 квартири-люкс, 172 двокімнатних, 313 трикімнатних, 16 чотирикімнатних, 11 трирівневих та 17 дворівневих квартир. Крім цього в будівлі є тренажерні та спортзали, два басейни (загальний та жіночий), сауни, тенісні корти та магазини. Залізобетонна, сейсмостійка конструкція будівлі виконана у вигляді трилистника зі 120-градусним кутом між кожним корпусом.